# Macromitrium atratum
Macromitrium atratum är en bladmossart som beskrevs av Theodor Carl Karl Julius Herzog 1925. Macromitrium atratum ingår i släktet Macromitrium och familjen Orthotrichaceae. Inga underarter finns listade i Catalogue of Life.